# マイケル・モリソン
マイケル・モリソン（Michael Morrison, 1988年3月3日 - ）は、イングランド・バリー・セント・エドムンズ出身のサッカー選手。ケンブリッジ・ユナイテッドFC所属。ポジションはDF。

## 経歴
2008年7月2日、レスター・シティFCに2年契約で加入した。
2011年1月7日、シェフィールド・ウェンズデイFCと3年半契約を結んだ。
2011年7月12日、チャールトン・アスレティックFCと3年契約を結んだ。2014年10月31日にはバーミンガム・シティFCに期限付き移籍し、翌年1月にはバーミンガムと3年半契約を結んだ。
2019年7月19日、レディングFCと2年契約を結んだ。
2022年7月26日、ポーツマスFCと1年契約を結んだ。
2023年1月16日、ケンブリッジ・ユナイテッドFCに復帰し、1年半契約を結んだ。